# Reymondia tanganyicensis
Reymondia tanganyicensis é uma espécie de gastrópode  da família Thiaridae.
Pode ser encontrada nos seguintes países: Burundi e Tanzânia.
Os seus habitats naturais são: lagos de água doce.